# Eurovision Song Contest 1963
Der 8. Eurovision Song Contest fand am 23. März 1963 in London und somit entgegen den Gepflogenheiten nicht im Siegerland des Vorjahres Frankreich statt. Moderiert wurde er erneut von Katie Boyle.

## Besonderheiten

Label der Single Dansevise von Grethe und Jørgen Ingmann, deutsche Pressung von 1963

Der Wettbewerb fand in zwei Sälen statt; Publikum und Moderatorin befanden sich in einem anderen Raum als die Künstler. Auch waren keine Mikrofone zu sehen und der Umbau zwischen den Darbietungen verlief recht schnell, so dass der Eindruck entstand, die Musikbeiträge seien vorher aufgezeichnet worden, was jedoch nicht der Fall war. Gewonnen wurde der Wettbewerb von Grethe & Jörgen Ingmann, die für Dänemark mit dem Lied Dansevise starteten.
Diesmal erhielten folgende vier Länder keine Punkte: Finnland, die Niederlande, Norwegen und Schweden.
Ein kleiner Skandal ereignete sich bei der Stimmenvergabe, die in der Startreihenfolge bekannt gegeben werden sollte. Als der norwegische Sprecher seine Stimmen in anderer Reihenfolge verkündete und er von der Moderatorin Katie Boyle hierauf hingewiesen wurde, erbat er sich Bedenkzeit bis zum Ende der Abstimmung, was auch gewährt wurde. Am Schluss der Abstimmung – unter fiktiver Einbeziehung der zuvor für Norwegen durchgegebenen Stimmen hätte die Schweiz in Führung gelegen – teilte der Sprecher für Norwegen seine Wertung erneut mit; sie wich jedoch von der vorherigen ab, so dass nun Dänemark vorne lag. Ende der 1990er-Jahre konnten die alten Wertungsbögen ausfindig gemacht werden. Hierbei stellte sich heraus, dass das zweite norwegische Ergebnis richtig war und Dänemark zu Recht gewonnen hatte.
Ebenso musste Monaco die Wertungen erneut verkünden, da bei der ersten Verlesung zweimal ein Punkt vergeben wurde. Daraufhin wurde Luxemburg ein, vorher fälschlicherweise angerechneter, Punkt abgezogen.

## Teilnehmer

Teilnehmende Länder

Es gab zu den Vorjahren keine Änderung, so dass wieder sechzehn Länder teilnahmen.

### Wiederkehrende Interpreten
| Land                   | Interpret      | Vorherige(s) Teilnahmejahr(e) |
| ---------------------- | -------------- | ----------------------------- |
| Vereinigtes Königreich | Ronnie Carroll | 1962                          |

### Dirigenten
Jedes Lied wurde mit Live-Musik begleitet – folgende Dirigenten leiteten das Orchester bei dem/den jeweiligen Land/Ländern:
- Vereinigtes Königreich – Eric Robinson
- Niederlande – Eric Robinson
- BR Deutschland – Willy Berking
- Österreich – Erwin Halletz
- Norwegen – Øivind Bergh
- Italien – Gigi Cichellero
- Finnland – George de Godzinsky
- Dänemark – Kai Mortensen
- Jugoslawien – Miljenko Prohaska
- Schweiz – Eric Robinson
- Frankreich – Franck Pourcel
- Spanien – Rafael Ibarbia
- Schweden – William Lind
- Belgien – Francis Bay
- Monaco – Raymond Lefèvre
- Luxemburg – Eric Robinson

## Abstimmungsverfahren
Zunächst ermittelten die Jurys wieder intern eine Reihenfolge. Dann wurden nur die Punkte der ersten Fünf öffentlich übermittelt – dabei erhielt das beste Lied 5, das zweitbeste Lied 4, das drittbeste Lied 3, das viertbeste Lied 2 und das fünftbeste Lied einen Punkt.

## Platzierungen
| Platz | Startnr. | Land                   | Interpret               | Titel (M = Musik; T = Text)                                            | Sprache           | Übersetzung                  | Punkte |
| ----- | -------- | ---------------------- | ----------------------- | ---------------------------------------------------------------------- | ----------------- | ---------------------------- | ------ |
| 01.   | 08       | Dänemark               | Grethe & Jørgen Ingmann | Dansevise M: Otto Francker: T: Sejr Volmer-Sørensen                    | Dänisch           | Tanzballade                  | 42     |
| 02.   | 10       | Schweiz                | Esther Ofarim           | T’en va pas M: Géo Voumard; T: Émile Gardaz                            | Französisch       | Geh nicht                    | 40     |
| 03.   | 06       | Italien                | Emilio Pericoli         | Uno per tutte M: Tony Renis; T: Mogol, Alberto Testa                   | Italienisch       | Einer für alle               | 37     |
| 04.   | 01       | Vereinigtes Königreich | Ronnie Carroll          | Say Wonderful Things M: Philip Green; T: Norman Newell                 | Englisch          | Sag wundervolle Sachen       | 28     |
| 05.   | 11       | Frankreich             | Alain Barrière          | Elle était si jolie M/T: Alain Barrière, A. Migiani                    | Französisch       | Sie war so schön             | 25     |
| 05.   | 15       | Monaco                 | Françoise Hardy         | L’amour s’en va M/T: Françoise Hardy                                   | Französisch       | Die Liebe vergeht            | 25     |
| 07.   | 04       | Österreich             | Carmela Corren          | Vielleicht geschieht ein Wunder M: Erwin Halletz; T: Peter Wehle       | Deutsch, Englisch | –                            | 16     |
| 08.   | 16       | Luxemburg              | Nana Mouskouri          | A force de prier M: Raymond Bernard; T: Pierre Delanoë                 | Französisch       | Durch Beten                  | 13     |
| 09.   | 03       | BR Deutschland         | Heidi Brühl             | Marcel M/T: Charly Niessen                                             | Deutsch           | –                            | 05     |
| 10.   | 14       | Belgien                | Jacques Raymond         | Waarom? M: Hans Flower; T: Wim Brabants                                | Niederländisch    | Warum?                       | 04     |
| 11.   | 09       | Jugoslawien            | Vice Vukov              | Brodovi M/T: Mario Nardelli                                            | Kroatisch         | Schiffe                      | 03     |
| 12.   | 12       | Spanien                | José Guardiola          | Algo prodigioso M: Fernando García Morcillo; T: Camillo Murillo Janero | Spanisch          | Etwas Wunderbares            | 02     |
| 13.   | 02       | Niederlande            | Annie Palmen            | Een speeldoos M/T: Pieter Goemans                                      | Niederländisch    | Eine Spieluhr                | 0      |
| 13.   | 05       | Norwegen               | Anita Thallaug          | Solhverv M/T: Dag Kristoffersen                                        | Norwegisch        | Sonnenwende                  | 0      |
| 13.   | 07       | Finnland               | Laila Halme             | Muistojeni laulu M/T: Börje Sundgren                                   | Finnisch          | Das Lied meiner Erinnerungen | 0      |
| 13.   | 13       | Schweden               | Monica Zetterlund       | En gång i Stockholm M: Bobbie Ericsson; T: Beppe Wolgers               | Schwedisch        | Es war einmal in Stockholm   | 0      |

## Punktevergabe
| Land | Abstimmungsergebnisse | Abstimmungsergebnisse | Abstimmungsergebnisse | Abstimmungsergebnisse | Abstimmungsergebnisse | Abstimmungsergebnisse | Abstimmungsergebnisse | Abstimmungsergebnisse | Abstimmungsergebnisse | Abstimmungsergebnisse | Abstimmungsergebnisse | Abstimmungsergebnisse | Abstimmungsergebnisse | Abstimmungsergebnisse | Abstimmungsergebnisse | Abstimmungsergebnisse | Abstimmungsergebnisse | Abstimmungsergebnisse |
| Land | Punkte                | UK                    | NL                    | DE                    | AT                    | IT                    | FI                    | DK                    | YU                    | CH                    | FR                    | ES                    | SE                    | BE                    | MC                    | LU                    | NO                    | Votings               |
| --- | --------------------- | --------------------- | --------------------- | --------------------- | --------------------- | --------------------- | --------------------- | --------------------- | --------------------- | --------------------- | --------------------- | --------------------- | --------------------- | --------------------- | --------------------- | --------------------- | --------------------- | --------------------- |
| Vereinigtes Königreich                                                                                                 | 28                    |                       | 3                     | –                     | –                     | –                     | 3                     | 3                     | 3                     | –                     | 3                     | 5                     | 2                     | –                     | 1                     | –                     | 5                     | 09                    |
| Niederlande | 0                     | –                     |                       | –                     | –                     | –                     | –                     | –                     | –                     | –                     | –                     | –                     | –                     | –                     | –                     | –                     | –                     | 0                     |
| BR Deutschland | 05                    | –                     | –                     |                       | –                     | –                     | –                     | –                     | –                     | –                     | –                     | –                     | –                     | –                     | 3                     | –                     | 2                     | 02                    |
| Österreich | 16                    | 4                     | –                     | –                     |                       | –                     | 4                     | 1                     | –                     | –                     | 2                     | –                     | 3                     | 2                     | –                     | –                     | –                     | 06                    |
| Norwegen | 0                     | –                     | –                     | –                     | –                     | –                     | –                     | –                     | –                     | –                     | –                     | –                     | –                     | –                     | –                     | –                     |                       | 0                     |
| Italien | 37                    | 2                     | 1                     | –                     | –                     |                       | 2                     | 5                     | 4                     | 5                     | –                     | 3                     | –                     | 3                     | 5                     | 4                     | 3                     | 11                    |
| Finnland | 0                     | –                     | –                     | –                     | –                     | –                     |                       | –                     | –                     | –                     | –                     | –                     | –                     | –                     | –                     | –                     | –                     | 0                     |
| Dänemark | 42                    | 3                     | 5                     | 2                     | 3                     | 2                     | 5                     |                       | –                     | 3                     | –                     | –                     | 5                     | 5                     | –                     | 5                     | 4                     | 11                    |
| Jugoslawien | 03                    | –                     | –                     | –                     | –                     | –                     | –                     | –                     |                       | –                     | 1                     | 2                     | –                     | –                     | –                     | –                     | –                     | 02                    |
| Schweiz | 40                    | 5                     | –                     | 4                     | 5                     | 5                     | –                     | 4                     | –                     |                       | –                     | 4                     | 1                     | 4                     | 4                     | 3                     | 1                     | 11                    |
| Frankreich | 25                    | –                     | 4                     | 1                     | 2                     | 4                     | –                     | –                     | 5                     | 4                     |                       | 1                     | –                     | 1                     | 2                     | 1                     | –                     | 10                    |
| Spanien | 02                    | –                     | –                     | –                     | –                     | –                     | –                     | –                     | 2                     | –                     | –                     |                       | –                     | –                     | –                     | –                     | –                     | 01                    |
| Schweden | 0                     | –                     | –                     | –                     | –                     | –                     | –                     | –                     | –                     | –                     | –                     | –                     |                       | –                     | –                     | –                     | –                     | 0                     |
| Belgien | 04                    | –                     | –                     | –                     | 4                     | –                     | –                     | –                     | –                     | –                     | –                     | –                     | –                     |                       | –                     | –                     | –                     | 01                    |
| Monaco | 25                    | 1                     | 2                     | 5                     | 1                     | 3                     | –                     | –                     | 1                     | 1                     | 5                     | –                     | 4                     | –                     |                       | 2                     | –                     | 10                    |
| Luxemburg | 13                    | –                     | –                     | 3                     | –                     | 1                     | 1                     | 2                     | –                     | 2                     | 4                     | –                     | –                     | –                     | –                     |                       | –                     | 06                    |
| Die Tabelle ist senkrecht nach der Auftrittsreihenfolge geordnet, waagerecht nach der chronologischen Punkteverlesung. |                       |                       |                       |                       |                       |                       |                       |                       |                       |                       |                       |                       |                       |                       |                       |                       |                       |                       |

### Vergabe der Höchstwertungen
| Anzahl | Land                   | erhalten von                                        |
| ------ | ---------------------- | --------------------------------------------------- |
| 5      | Dänemark               | Niederlande, Finnland, Schweden, Belgien, Luxemburg |
| 3      | Schweiz                | Vereinigtes Königreich, Österreich, Italien         |
| 3      | Italien                | Dänemark, Schweiz, Monaco                           |
| 2      | Monaco                 | BR Deutschland, Frankreich                          |
| 2      | Vereinigtes Königreich | Spanien, Norwegen                                   |
| 1      | Frankreich             | Jugoslawien                                         |